# Francesco Renzio
Francesco Renzio (Alife, data desconhecida - Roma, 27 de setembro de 1390) foi um cardeal siciliano da Igreja Católica, que serviu como Camerlengo da Câmara Apostólica.

## Biografia
Era tio do cardeal Marino Bulcani e parente do Papa Urbano VI. Foi protonotário apostólico.
Criado pelo Papa Urbano VI como cardeal-diácono no consistório de 21 de dezembro de 1381, recebeu a diaconia de Santo Eustáquio.
Foi vigário pontifício na Província de Campagna e Marittima. Em 1386, torna-se Camerlengo do Sacro Colégio dos Cardeais até sua morte.
Morreu em 27 de setembro de 1390, em Roma.

### Conclaves
- Conclave de 1389 - participou da eleição de Pietro Tomacelli como Papa Bonifácio IX